# Абасов, Самир Рамазан оглы
Сами́р Рамаза́н оглы́ Аба́сов (азерб. Samir Ramazan oğlu Abasov; род. 1 февраля 1978, Сумгаит) — азербайджанский футболист, защитник. 
С октября 2024 года — главный тренер клуба «Нефтчи».

## Клубная карьера
Выступал за клубы азербайджанской премьер-лиги «Интер» , «Нефтчи», «Шахдаг».
В 2005 году перешёл в клуб «Карван». Через год вернулся в «Карабах».
С 2011 по 2014 год являлся футболистом ФК «Сумгаит».

## Сборная Азербайджана
Дебютировал в составе национальной сборной Азербайджана в 2004 году. Провёл за сборную 46 матчей.

## Тренерская карьера
С 2015 по 2018 год являлся главным тренером клуба «Сумгаит»
В сезоне 2020/21 привёл «Нефтчи» к чемпионству в премьер-лиге.
26 сентября 2022 года вновь был назначен главным тренером «Сумгаита». С ним был подписан контракт до конца сезона 2024-25 годов.
14 октября 2024 года Абасов стал главным тренером «Нефтчи». Контракт с «Сумгаитом» был расторгнут по взаимному согласию.

## Достижения

### В качестве игрока
«Нефтчи» (Баку)
- Чемпион Азербайджана: 2003/04
- Обладатель Кубка Азербайджана 2003/04

«Карван» (Евлах)
- Серебряный призёр чемпионата Азербайджана: 2005/06

«Интер» (Баку)
- Чемпион Азербайджана: 2007/08
- Серебряный призёр чемпионата Азербайджана: 2008/09

### В качестве тренера
«Нефтчи» (Баку)
- Чемпион Азербайджана: 2020/21